# یوناتان اشتاینبرگ
یوناتان اشتاینبرگ (به عبری: הונתן שטיינברג) (۱۹۸۰ - ۷ اکتبر، ۲۰۲۳) یک افسر در نیروهای دفاعی اسرائیل (IDF) با درجه سرهنگ دوم بود که به عنوان فرمانده تیپ ۹۳۳ ناحال خدمت می‌کرد. وی پیش از این به عنوان فرمانده مرکز آموزش تاکتیکی ارتش اسرائیل، فرمانده تیپ بنیامین، کمک فرمانده تیپ (عملیات) سازند فولاد و فرمانده گردان ۹۳۱ خدمت کرده بود.
او در جریان یک رویارویی با شبه نظامیان فلسطینی در یک حمله غافلگیرانه به اسرائیل در اکتبر ۲۰۲۳ کشته شد.